# Conrad Heinrich Bausch
Conrad Heinrich Bausch (* 21. April 1814 in Nieder-Wöllstadt, Provinz Oberhessen im Großherzogtum Hessen; † 17. Oktober 1894 ebenda) war ein hessischer Politiker (Deutsche Fortschrittspartei) und ehemaliger Abgeordneter der 2. Kammer der Landstände des Großherzogtums Hessen.

## Leben
Der Sohn des Landwirts Johann Conrad Bausch und seiner Frau Eleonora Dorothea geborene Wüstenfeld war evangelischen Glaubens. Er war mit Marie Wilhelmine geborene Fauerbach (1812–1881) verheiratet.
Conrad Heinrich Bausch war Müller auf der Gänsmühle in Nieder-Wöllstadt. In der 17. und 18. Wahlperiode (1862–1866) war er Abgeordneter der zweiten Kammer der Landstände des Großherzogtums Hessen. In den Landständen vertrat er den Wahlbezirk Oberhessen 12/Assenheim (Friedberg-Land).